# 뉴캐슬 브라운 에일
뉴캐슬 브라운 에일(Newcastle Brown Ale)은 영국 뉴캐슬어폰타인에서 탄생한 브라운 에일이다.

## 역사
1927년, 짐 포터 대령은 3년 간의 개발 끝에 뉴캐슬 브라운 에일을 출시한다. 1960년 뉴캐슬 양조장과 스코틀랜드 양조장의 합병 이후 영국 내에서 높은 판매고를 올리며 1970년대 초 전국적인 전성기를 구가하였다. 1980년대 후반 대학교 학생회를 중심으로 다시 인기를 끌었다. 1990년대 후반에는 영국에서 가장 널리 퍼진 제품 중 하나로 자리매김하였다. 2000년대 들어서부터 판매의 대부분이 미국에서 이루어졌음에도 불구하고 영국 내에서 연간 판매량 100만 병을 기록하였다. 2005년에 타인 위어 주의 던스턴으로 생산지를 옮긴 뒤 2010년에는 노스요크셔주 태드캐스터로 이전했다. 2017년부터 네덜란드 주터바우드(Zoeterwoude)에 위치한 하이네켄의 양조장에서 생산된다.

## 지역의 상징
뉴캐슬 브라운 에일은 영국에서 노동자의 맥주로 알려져 있다. 이는 북동부 잉글랜드의 오랜 중공업 역사와 맞닿아 있다. 이와 반대로 수입 시장에서 뉴캐슬 브라운 에일은 젊은 연령대의 소비자들 사이에서 주로 소비되며 감각적이고 고급스러운 제품으로 인식된다. 파란 별 모양 로고에는 타인 강 주변의 풍광이 그려져 있다. 또한 뉴캐슬 유나이티드 FC의 공식 후원사이다.

## 대중 매체에서
- 2017년 개봉한 영화 《덩케르크》에 한 남성이 영국군이 탑승한 열차에 올라타 뉴캐슬 브라운 에일을 건내는 장면이 삽입되었다.
- 영화 《설리: 허드슨강의 기적》에서 주인공이 아일랜드식 술집에 들어가는 장면에 뉴캐슬 브라운 에일의 로고가 비춰졌다.

## 같이 보기
- 뉴캐슬어폰타인
- 맥주

## 인용
1. ↑  Andy Pike (10 November 2010). "Origination: How brands are capturing the power of place and why it matters" (PDF).
2. ↑  The Oxford Companion to Beer (7 October 2011). 7 October 2011. Oxford University Press. p. 608. ISBN 978-0-19-536713-3.